# Symphyotrichum parviflorum
Symphyotrichum parviflorum — це однорічна трав'яниста рослина, батьківщиною якої є Мексика, Карибський басейн, більша частина Центральної Америки, Еквадор і південний захід США.

## Середовище проживання
Росте в болотистих місцях існування та узбіччях доріг на висоті 0–1100 метрів, іноді до 4000 метрів.

## Морфологічна характеристика
Рослина зазвичай цвіте з липня по листопад, але іноді та в січні. Він має білі, іноді рожеві, променеві суцвіття, що оточують жовті дискові суцвіття. Коли рослина висихає після запилення, кожна променева квітка згортається в 1–2 витки.